# HD 7924 b
Coordenadas:  01h 21m 59.1153s, +76° 42′ 37.024″

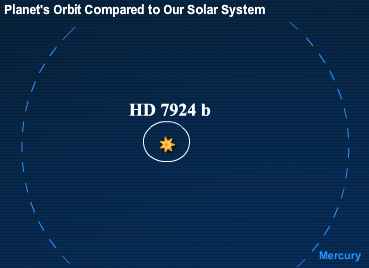
Órbita de HD 7924 b comparada com Mercúrio (0,38 UA).

HD 7924 b é um planeta extrassolar localizado a aproximadamente 54,8 anos-luz de distância na constelação de Cassiopeia, orbitando a estrela de 7ª magnitude aparente de classe K de sequência principal (levemente pobre de metal) HD 7924. Foi publicado em 28 de janeiro de 2009 e é o segundo planeta descoberto na constelação de Cassiopeia. (O primeiro planeta descoberto na constelação é HD 17156 b, que foi publicado em 14 de abril de 2007).